# CCTV-6
CCTV6, còn được gọi là Kênh Phim Truyền hình Trung ương Trung Quốc, là một kênh truyền hình thuộc hệ thống của Đài Truyền hình Trung ương Trung Quốc (CCTV). Đây là kênh chuyên về phim ảnh, đóng vai trò kép là một kênh tuyên truyền do nhà nước quản lý và một kênh giải trí thương mại. 
CCTV6 phát sóng các chương trình lớn của nhà nước như Gala Tết của CCTV, và thường xuyên phát sóng các bộ phim trong nước và quốc tế được nhà nước phê duyệt. Kênh này cũng quản lý cổng thông tin phim chuyên nghiệp "1905.com" và xuất bản tạp chí in và kỹ thuật số China Screen.